# یوگند (مجله)
مجلۀ یوگند (به آلمانی: Jugend) (به آلمانی: «جوان») (۱۹۴۰–۱۸۹۶ میلادی) یک مجلهٔ هنری تأثیرگذار آلمانی بود. این هفته‌نامه که توسط گئورگ هیرت در مونیخ تأسیس شد و تا زمان مرگش در سال ۱۹۱۶ میلادی آن را منتشر کرد، در ابتدا قصد داشت هنر و صنایع‌دستی آلمان را به نمایش بگذارد، اما در عوض به دلیل نمایش نسخۀ آلمانی آر نُوو مشهور شد. همچنین به‌ خاطر تصویرسازی روی‌ جلدهای بسیار درخشان و لحن سرمقاله‌ای رادیکال و تأثیر آوانگاردش بر هنر و فرهنگ آلمان برای دهه‌ها شهرت داشت و در نهایت جنبش یوگنداشتیل («سبک جوان») را در مونیخ و وایمار و مستملکات هنرمندان دارمشتات راه‌اندازی کرد.
این مجله، همراه با چندین مجلۀ دیگر که کم و بیش همزمان راه‌اندازی شدند، از جمله: پان، زیمپلیتسیموس، دکوراتیوه کونست («هنر تزئینی») و دویچه کونست اوند دکوراتسیون («هنر و تزئینات آلمانی») در مجموع باعث برانگیختن علاقه در بین صنعتگران ثروتمند و هنر سالاری شد که بیشتر علاقه به یوگنداشتیل را از هنر دو‌بعدی (طراحی گرافیک) به هنر سه‌بعدی (معماری) و همچنین هنرهای کاربردی بیشتر گسترش داد. سنت گزامت‌کونست‌ورک آلمان («اثر هنری درهم‌آمیخته») در نهایت ادغام شد و این علایق را به جنبش باوهاوس تبدیل کرد.

## تاریخچه
گئورگ هیرت این مجله را در سال ۱۸۹۶ میلادی برای راه‌اندازی یک رنسانس فرهنگی جدید در مونیخ تأسیس کرد. از همان ابتدا، او قصد داشت مجلات را کلکسیونی و در نتیجه متمایز کند. در هفت جلد اول، او بیش از ۲۵۰ هنرمند را به نمایش گذاشت که اکثریت آن‌ها ناشناخته بودند. پس از جنگ جهانی اول، این مجله با حضور هنرمندان جوان از مد افتاد. از جمله مشارکت‌کنندگان ثابت آن برونو پال بود.
هیرت به مدت ۲۰ سال سرپرستی مجله را بر عهده داشت و در سال ۱۹۱۶ میلادی درگذشت. فرانتس شوئنبرنر ناشر شد و مجموعه ای از ویراستاران هنری در جلد و تصویرسازی‌های آن نقش داشتند، از جمله: هانس ای. هیرش، تئودور ریگلر و ولفگانگ پتزت، به همراه فریتز فون اوستینی و آلبرت متیو برای ویرایش متون، و هاینریش فرانتس لانگ به عنوان ویرایشگر عکس.

## تأثیرات مرتبط
همان‌طور که جاه طلبی‌های اولیه هنرها و صنایع دستی کم رنگ شد و هنر نو آلمانی بر زیبایی‌شناسی مجله تسلط یافت، تصاویر نمادین از جوانان برهنه در صحنه‌های ایده‌آل طبیعت بیشتر به تصویر کشیده شد. همراه با دیگر نمادهای طبیعت در جادویی‌ترین حالت خود — نیمف‌ها، سانتورها، و ساتیرها — ارتباط بین یوگنداشتیل و جنبش لبنس‌رفورم («اصلاح زندگی») که بازگشت به یک سبک زندگی «طبیعی» را تشویق می‌کرد، رشد کرد. این مجله علاوه بر تصاویر مدرن و تزئینات آر نُوو، هنر امپرسیونیستی و اکسپرسیونیستی را نیز به نمایش می‌گذاشت.
این مجله همچنین به موضوعات طنز و انتقادی در فرهنگ، مانند نفوذ فزاینده کلیساها (به ویژه کاتولیک)، و راست سیاسی در حزب مرکزی پرداخت. منتقد مجلۀ ادبی ییل، نگرش ویراستاری را با اشاره به این نکته خلاصه کرد که «پلتفرم سیاسی و اجتماعی یوگند یک اپوزیسیون [بود] – مخالفت با همه چیز». با تمام این اوصاف، سهم یوگند در ادبیات اوایل دورۀ مدرن، به ویژه در مقایسه با مجلۀ رقیب آلبرت لانگن زیمپلیتسیسیموس که در سال ۱۸۹۶ میلادی تأسیس شد، کم بود.
هویت سرمقالۀ یوگند در اصل بر مسائل ملی و منطقه‌ای باواریا متمرکز بود. این رویکرد در اواسط دهۀ ۱۹۲۰ میلادی تغییر کرد، زمانی که شروع به پذیرایی کرد، و سپس وارد گفتگو با گروه‌هایی از هنرمندان جوان شد که از رویکردهای سنتی هنر در اواخر قرن ۱۹ و اوایل قرن ۲۰ میلادی در یوگنداشتیل در چندین شهر آلمان گسسته بودند و همچنین مجموعه‌ای از به اصطلاح جدایی‌ها در پاریس، وین، مونیخ، برلین، درسدن و جاهای دیگر. پس از سال ۱۹۳۳ میلادی، مجله مجبور شد به نازی‌ها پاسخ دهد، که دید سرمقالۀ خود را به تبلیغات نئوکلاسیک مورد تأیید رژیم محدود می‌کرد، در نمایشگاه بزرگ هنر آلمان در سال ۱۹۳۷ میلادی، که در مقابل ۶۵۰ قطعه اثر مصادره شده از موزه‌های آلمان در نمایشگاه هنر منحط ارائه شد.

## میراث
- استفاده از ادغام و تطبیق حروف نوشتاری در تصویر همچنان بر طراحی گرافیک تأثیر می‌گذارد.[۷]
- سنت گزامت‌کونست‌ورک آلمان («آثار هنری سنتز شده») که در هنر نو آلمان مطرح شد، منجر به بررسی مجدد «چگونه هنر را با صنعت، تزئینات را با کارکردگرایی تطبیق داد.»[۲]

## نگارخانه
(Selection was limited by availability.)

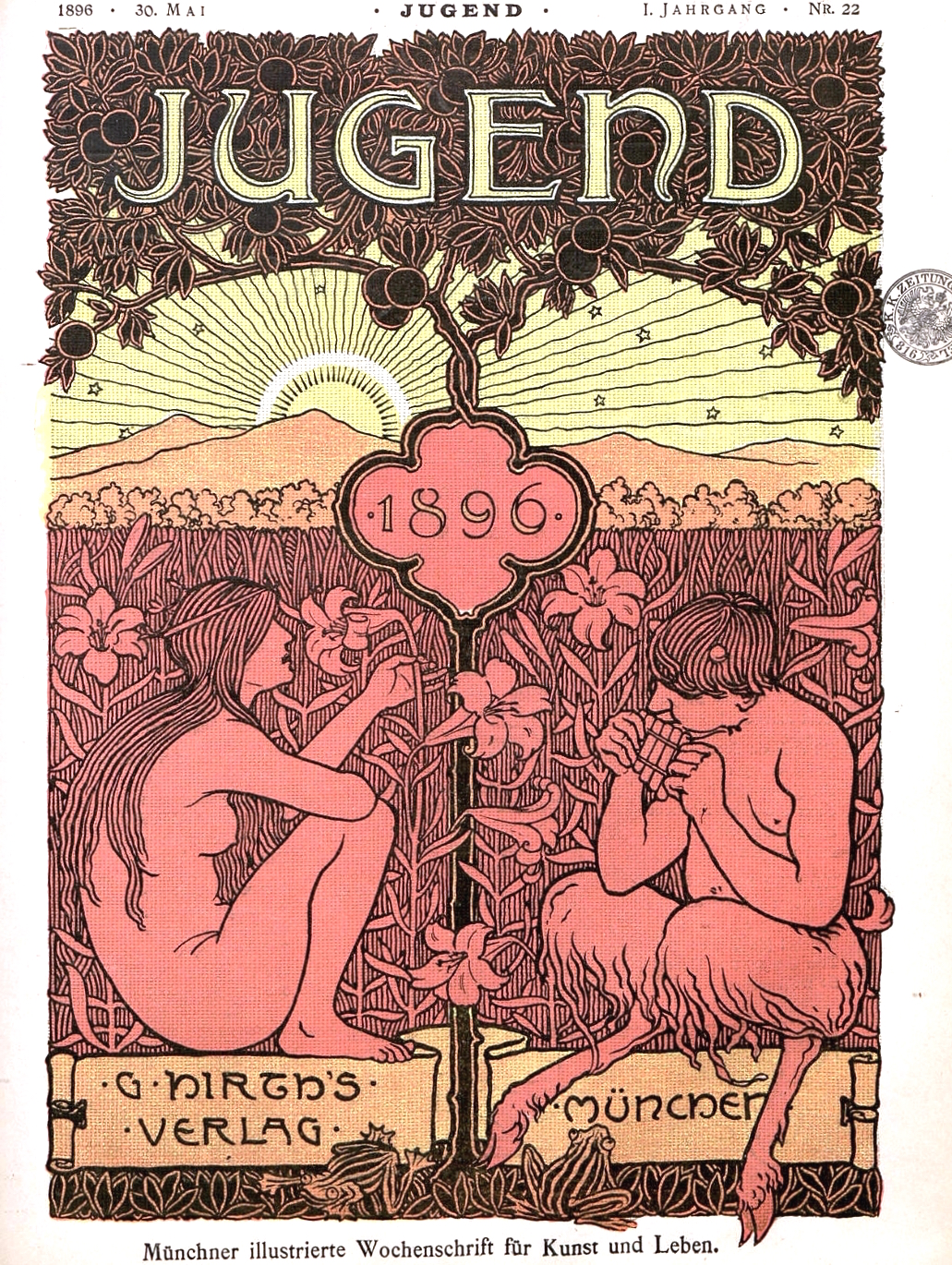
روی جلد افتتاحیهٔ مجله در سال ۱۸۸۶ میلادی، یک نیمف در حال گوش دادن به صدای پان فلوتی که توسط خود پان نواخته می‌شود را به تصویر می‌کشد
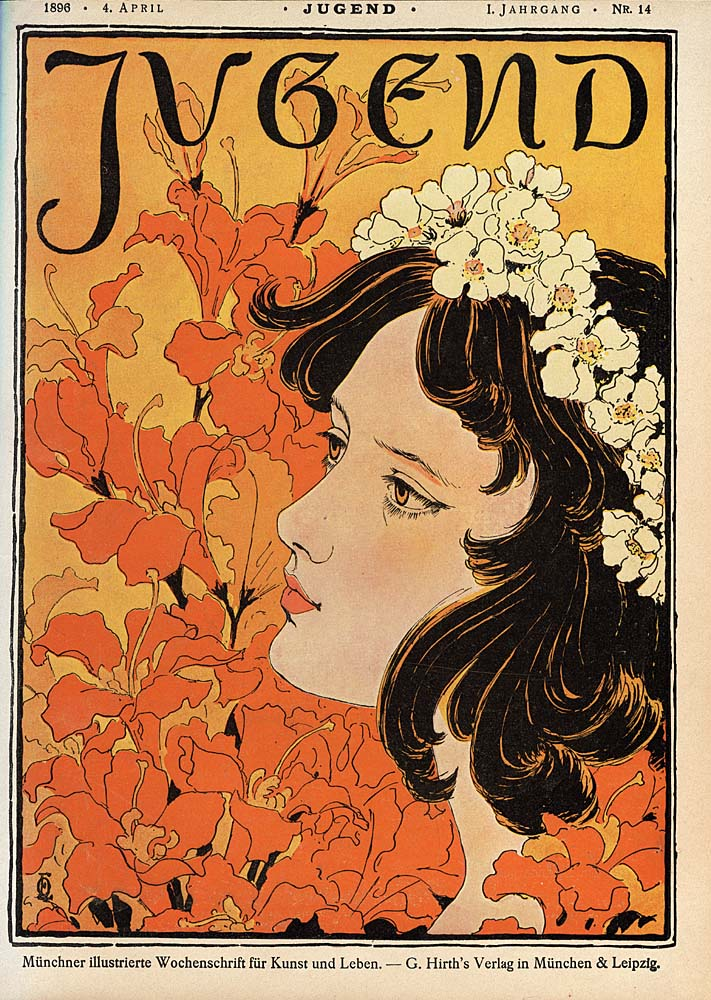
روی جلد ۱۸۹۶ میلادی، اثر: اتو اکمان
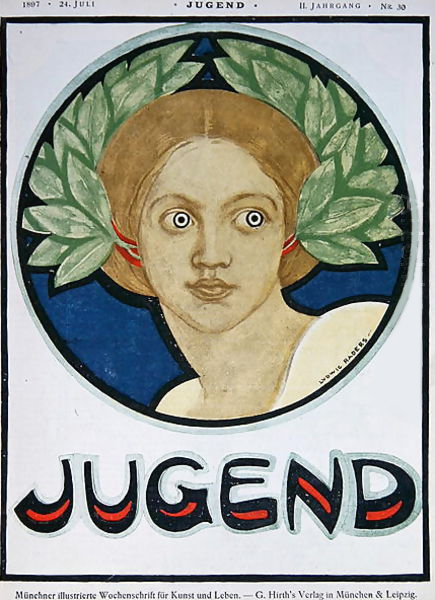
یک روی جلد اثر: لودویگ رادر در سال ۱۸۹۷ میلادی
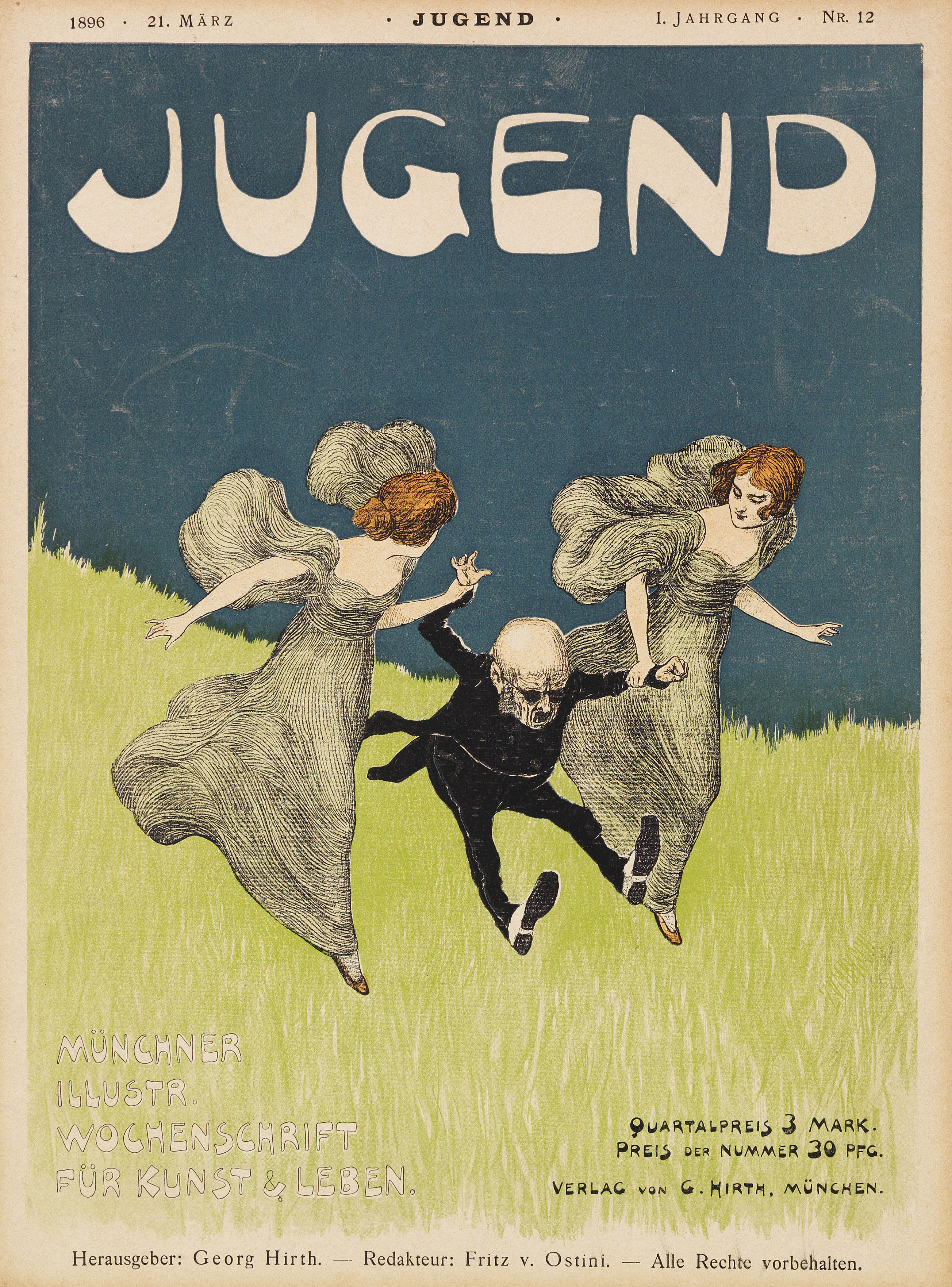
روی جلد ۱۸۹۶ میلادی، اثر: لودویگ فون زومبوش
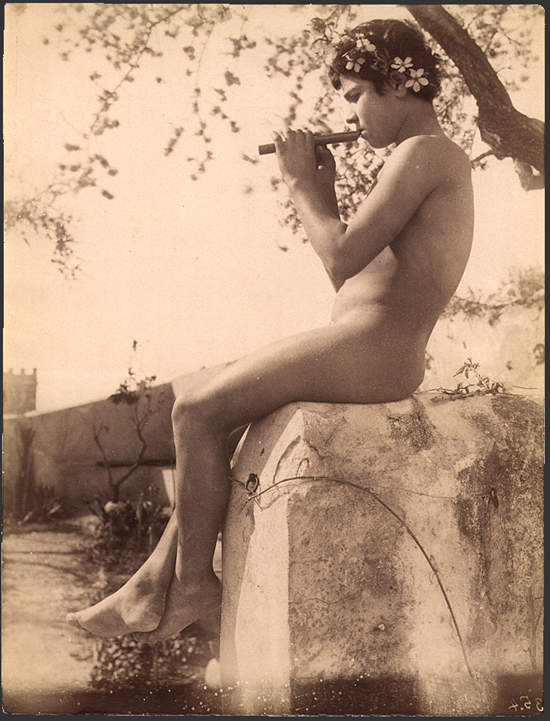
«پسر سیسیلی»، روی جلد ۱۸۹۶ میلادی، اثر: هانس کریستینسن، به سبکی شبیه لبنس‌رفورم است
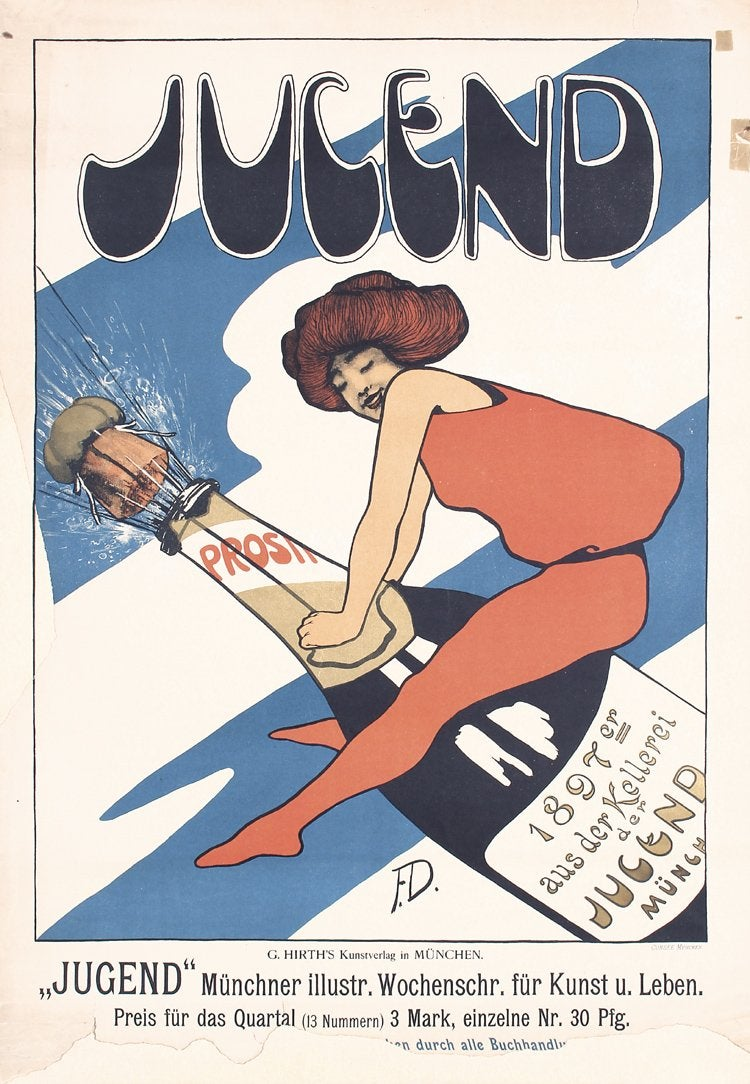
تصویرسازی اثر: فریتس داننبرگ از یک زن شاداب آویزان به یک بطری شامپاین در حال انزال - از سال ۱۸۹۷ میلادی
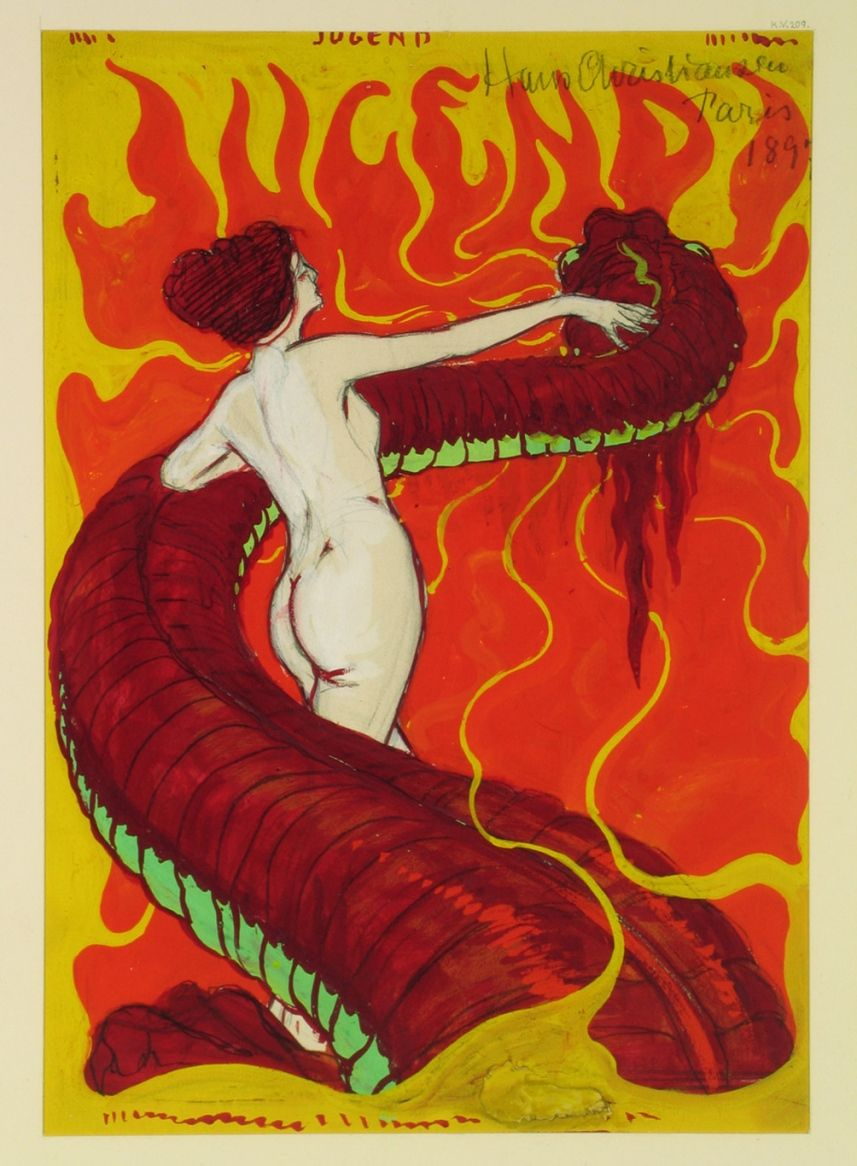
«آندرومدا» اثر: هانس کریستینسن، ۱۸۹۸ میلادی
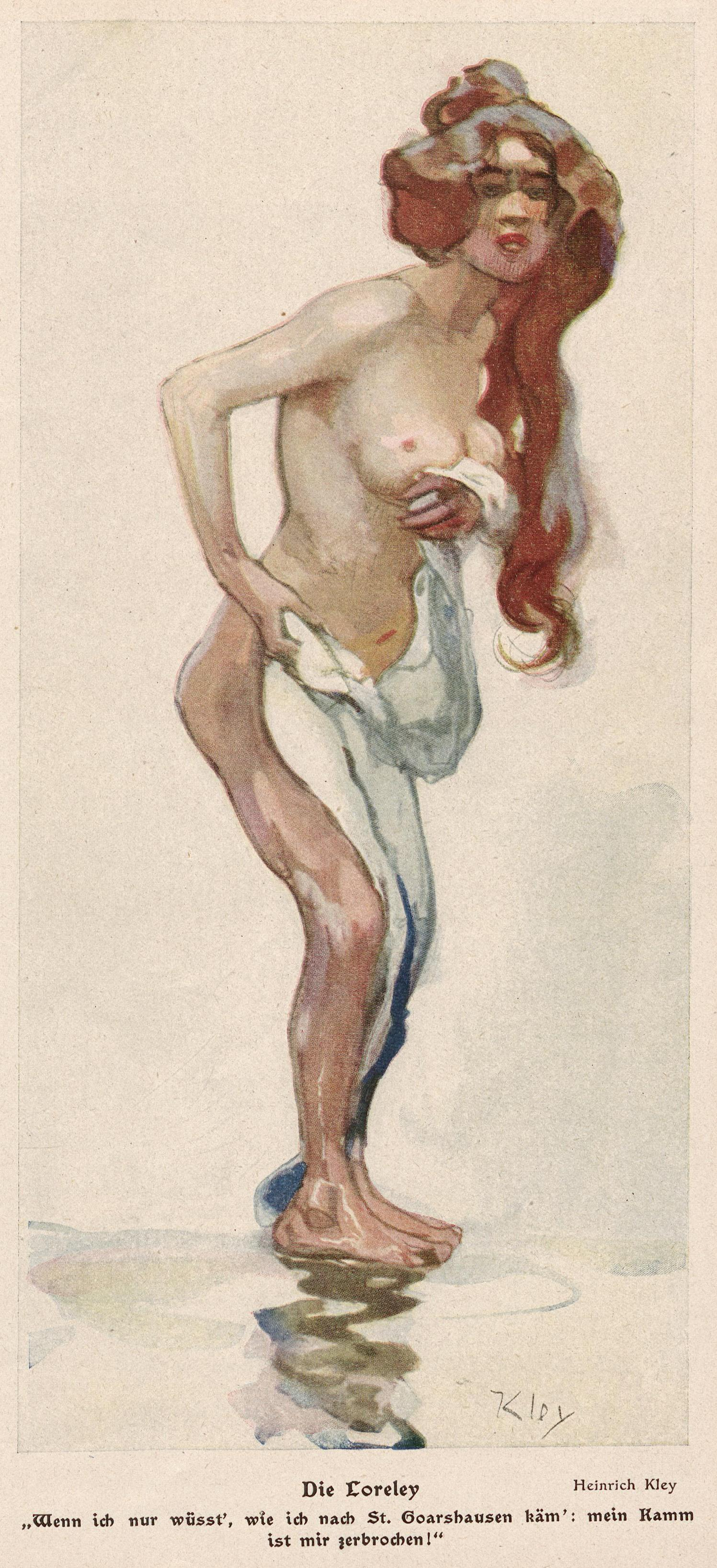
تصویرسازی داخلی هاینریش کلی از قهرمان اُپرا لورلی در سال ۱۹۱۱ میلادی چاپ شد

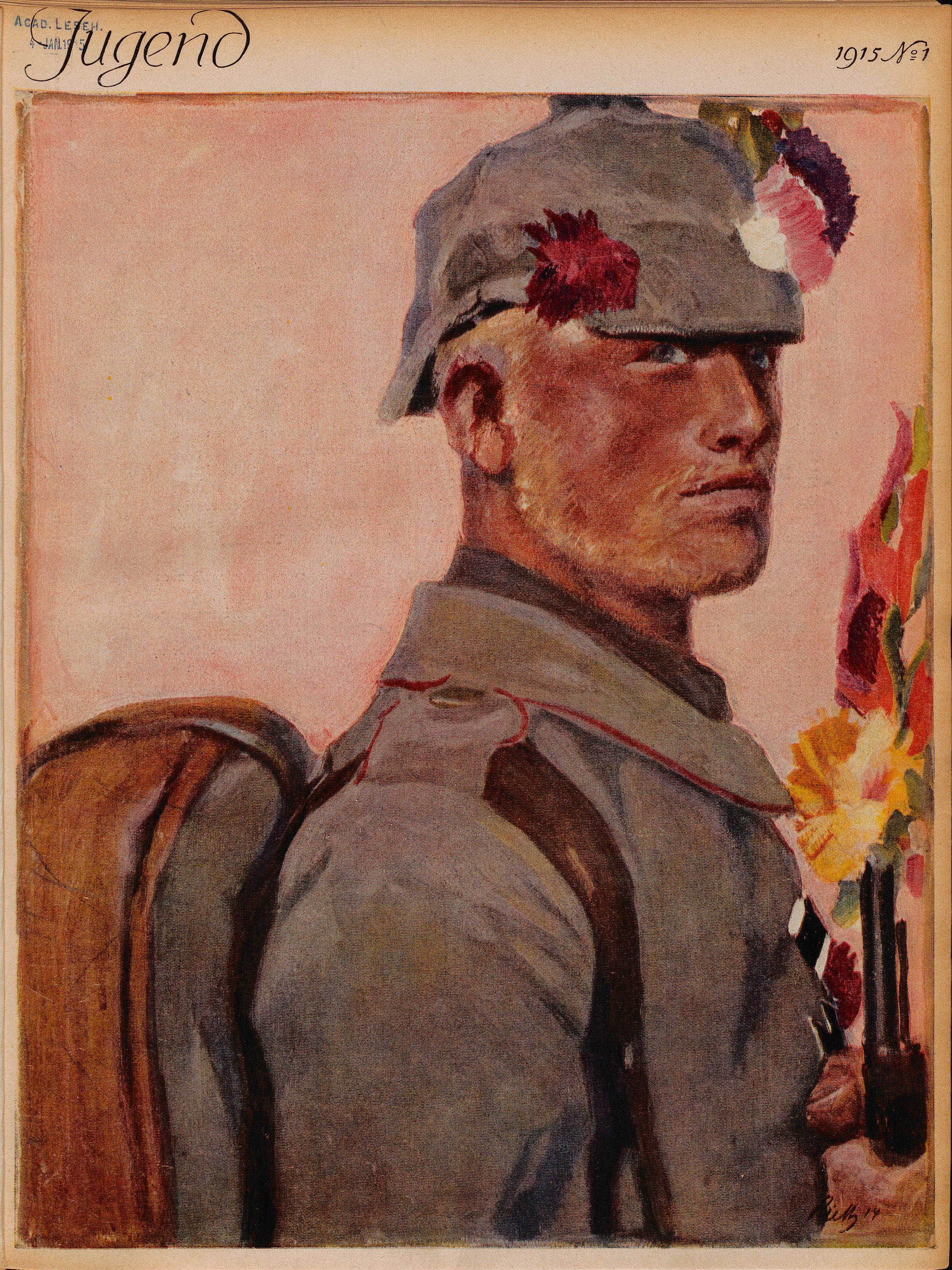
روی جلدی از پائول ریت از سال ۱۹۱۵ میلادی که یک سرباز آلمانی را به تصویر می‌کشد
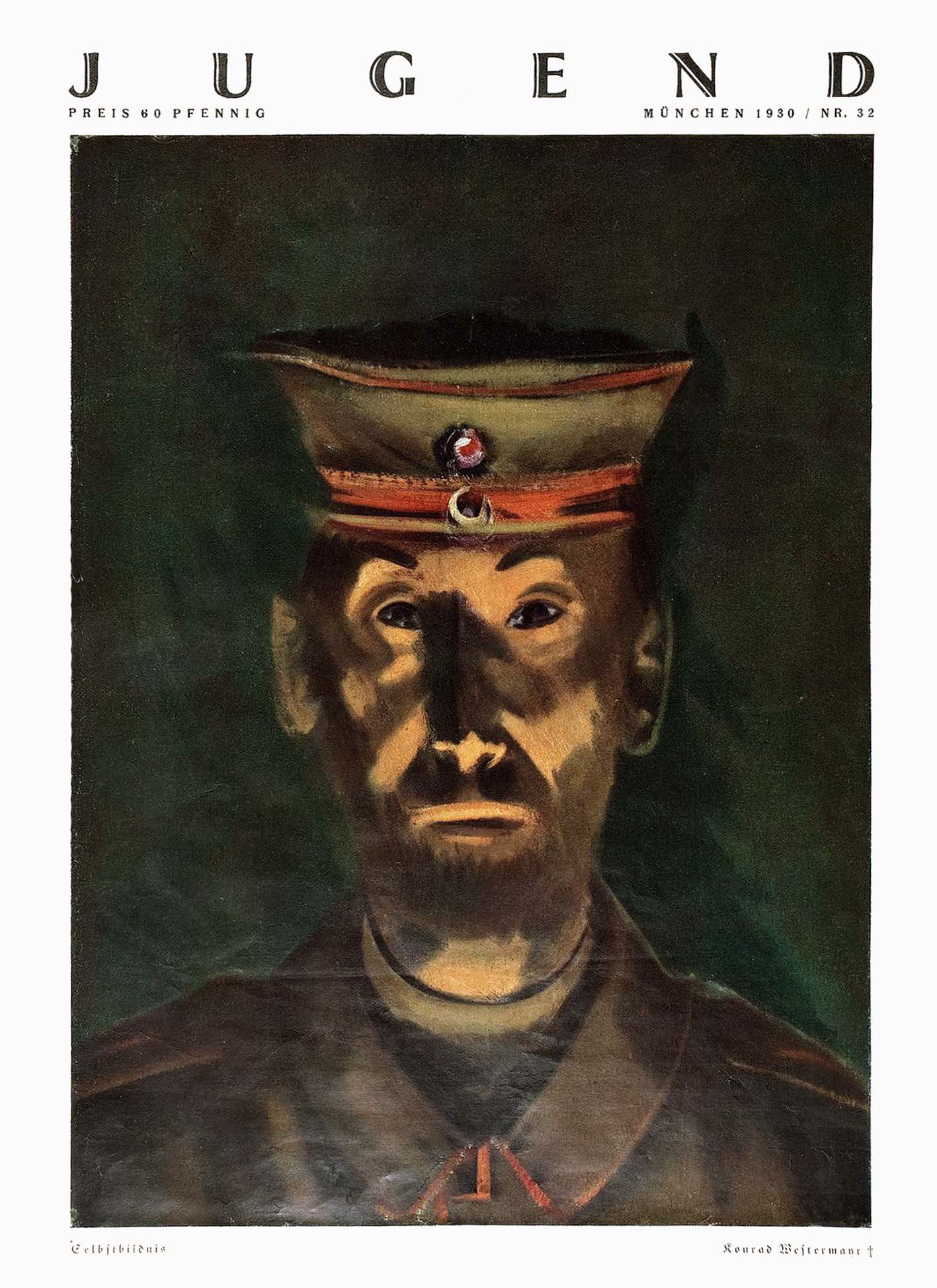
روی جلد ۱۹۳۰ میلادی که سرباز آلمانی دیگری را نشان می‌دهد